# غاري تومسون (كيميائي)
غاري تومسون هو كيميائي ماليزي، ولد في 13 سبتمبر 1925، وتوفي في 23 مايو 2007.